# Heneage Finch (3e comte d'Aylesford)
Pour les articles homonymes, voir Heneage Finch.
Heneage Finch, 3e comte d'Aylesford (6 novembre 1715 – 9 mai 1777), titré Lord Guernesey entre 1719 et 1757, est un homme politique britannique.

## Biographie

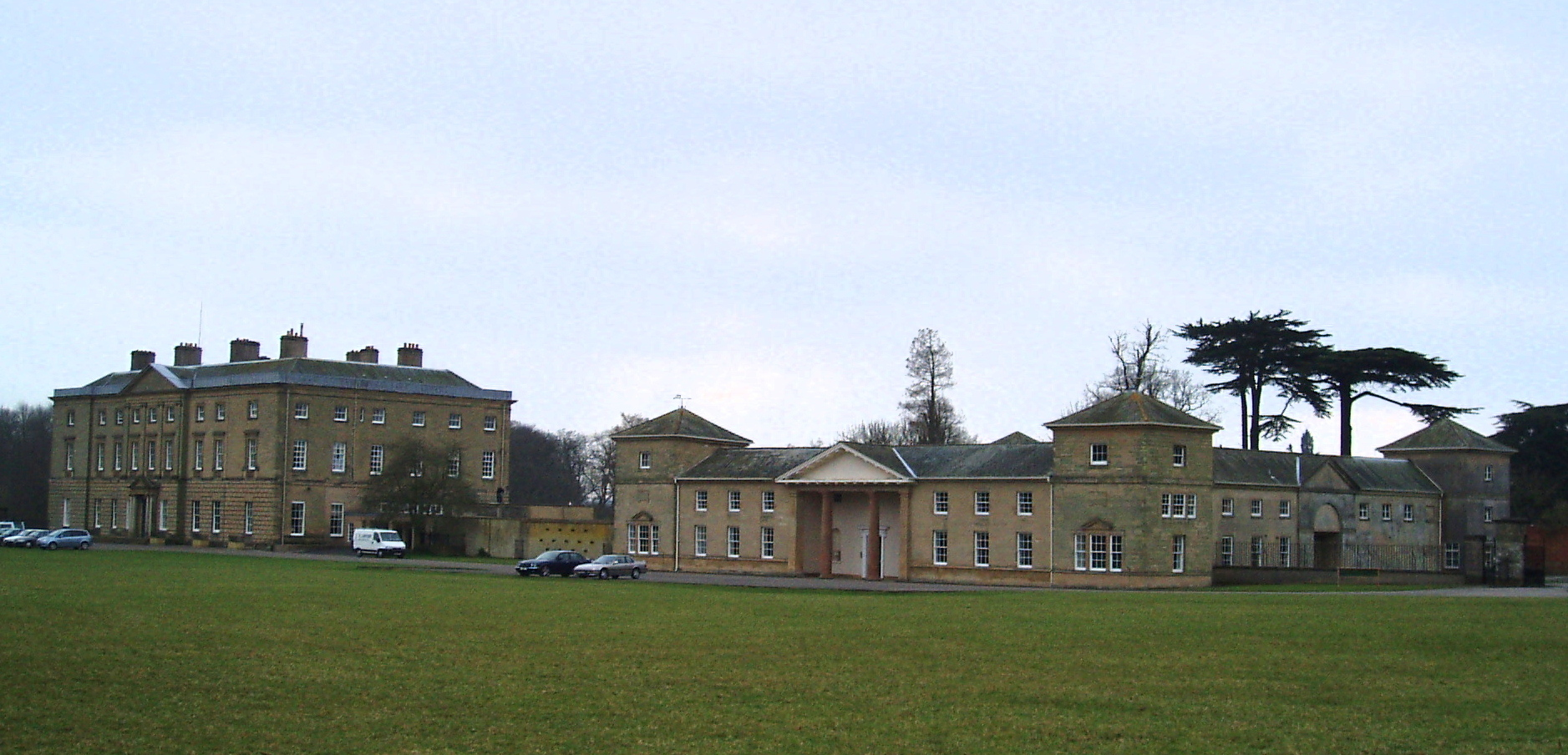
Packington Hall

Finch est le fils et l'héritier de Heneage Finch (2e comte d'Aylesford) et de sa femme, Mary Fisher, fille et héritière de Clément Fisher, 3e baronnet de Packington Hall, Warwickshire. Il fait ses études à l'University College, à Oxford.
Il siège comme député pour le Leicestershire, de 1739 à 1741 et pour Maidstone de 1741 à 1747 et de 1754 à 1757. L'année suivante, il succède à son père dans le comté et entre à la Chambre des lords.

## Famille
Il épouse Charlotte, fille de Charles Seymour, 6e duc de Somerset, en 1750 et ont douze enfants:
- Heneage Finch (4e comte d'Aylesford) (1751-1812)
- Charles Finch (1752-1819)
- William Clement Finch (25 mai 1753 – 30 septembre 1794), marié à Marie Brouncker le 2 août 1789
- Charlotte Finch (13 mai 1754 – 7 juillet 1808), épouse Henry Howard (12e comte de Suffolk) le 14 août 1777
- John Finch (22 mai 1755 – 29 juin 1777), Coldstream Guards, blessé mortellement à la Bataille de Short Hills
- Edward Finch (général) (en) (26 avril 1756 – 27 octobre 1843)
- Daniel Finch (3 avril 1757 – octobre 1840), prébendier de Gloucester
- Seymour Finch (11 juin 1758 – 2 février 1794).
- Henry Allington Finch (26 février 1760 – 19 novembre 1780)
- Frances Finch (9 février 1761 – 21 novembre 1838), épouse George Legge (3e comte de Dartmouth) le 29 septembre 1782
- Maria Elizabeth Finch (7 octobre 1766 – 20 octobre 1848)
- Henrietta Constantia Finch (3 juin 1769 – 1814)

Lord Aylesford est décédé à Grosvenor Square, Mayfair, à Londres, en mai 1777, âgé de 61 ans, et est remplacé dans le comté à son fils aîné, Heneage. La comtesse de Aylesford est décédée à Aylesford, dans le Kent, en février 1805, âgé de 74 ans.